# جرج اندرسون (بازیکن فوتبال، زاده ۱۸۸۷)
جرج اندرسون (انگلیسی: George Anderson؛ ۶ ژوئن ۱۸۸۷ – ۲۸ مهٔ ۱۹۵۶) بازیکن فوتبال اهل بریتانیا بود.
از باشگاه‌هایی که در آن بازی کرده‌است می‌توان به باشگاه فوتبال داندی اشاره کرد.